# カハル・マフカモフ
カハル・マフカモフ（タジク語: Қаҳҳор Маҳкамов、1932年4月16日 - 2016年6月8日）は、ソ連、タジキスタンの政治家。タジク・ソビエト社会主義共和国の最初で最後の大統領。ソ連共産党中央委員会委員（1986年 - 1991年）、ソ連共産党中央委員会政治局員（1990年 - 1991年）。第10～第11期ソ連最高会議代議員、ソ連人民代議員（1989年 - 1991年）、第12期タジキスタン最高会議代議員。

## 経歴
1953年から1961年、「タジクウーゴリ」の鉱山換気長、区域長、主任技師、鉱山長、鉱山局長として働く。
- 1961年-1963年 - レニナバード市執行委員会議長。
- 1963年-1982年 - タジキスタン・ゴスプラン議長。
- 1965年-1982年 - タジキスタン閣僚会議副議長。
- 1982年-1985年 - タジキスタン閣僚会議議長。
- 1985年-1991年 - タジキスタン共産党中央委員会第一書記。
- 1990年4月-11月 - タジキスタン最高会議議長。

1990年11月30日、最高会議において、タジク・ソビエト社会主義共和国大統領に選出。同時に1991年6月まで、閣僚会議議長を兼任。
1991年8月、野党は、大統領の退任、共産党の解散、1990年に採択されたイスラム復興党禁止法の再検討等の要求を出した。8月31日、最高会議の代議員達は、野党と連帯してマフカモフ大統領の不信任を表明し、彼は退任した。
退任後、議会の終身議員。欧州・アジア経済会議のタジキスタン代表、同会議の経済政策委員会議長。
2016年6月8日、84歳で死去。

## パーソナル
レニナバード出身。妻帯、2男1女を有する。レニングラード鉱業大学を卒業（1953年）。
労働赤旗勲章を4度受章。タジキスタン功労技師。